# أغستاش قطرمي
أغستاش قطرمي (الاسم العلمي: Agastache nepetoides) نوع نباتي يتبع جنس الأغستاش وينتمي إلى الفصيلة الأغستاش.